# La novia (película de 2015)
La novia es una película española dirigida por Paula Ortiz. En su reparto figuran los actores Álex García, Inma Cuesta, Asier Etxeandía, Leticia Dolera y Carlos Álvarez Novoa. Se estrenó en España el 11 de diciembre de 2015. Es el segundo largometraje de su directora tras De tu ventana a la mía (2011). El guion es una adaptación libre de la obra Bodas de sangre de Federico García Lorca. Fue nominada a doce Premios Goya, incluyendo mejor película, mejor director, mejor actor protagonista y mejor actriz protagonista.

## Argumento
Basada en la obra teatral Bodas de Sangre de Lorca, la película centra su eje principal en las figuras de "el novio" (Asier Etxeandía) y "la novia" (Inma Cuesta). Leonardo (Álex García) es un amigo de la novia que completa el triángulo amoroso que sustenta la trama.

## Producción
El filme ha sido rodado en España en varios puntos de la geografía aragonesa:  El Temple (Huesca),  el monasterio de Casbas (Huesca), la alberca de Loreto (Huesca), El Bayo (Zaragoza) y la salada de Mediana de Aragón (Zaragoza). También se rodaron escenas en otros lugares como la Capadocia (Turquía).

## Palmarés cinematográfico
XXX edición de los Premios Goya
| Categoría                     | Nominados                                 | Resultado |
| ----------------------------- | ----------------------------------------- | --------- |
| Mejor película                | Mejor película                            | Nominada  |
| Mejor dirección               | Paula Ortiz                               | Nominada  |
| Mejor actor protagonista      | Asier Etxeandía                           | Nominado  |
| Mejor actriz protagonista     | Inma Cuesta                               | Nominada  |
| Mejor actriz de reparto       | Luisa Gavasa                              | Ganadora  |
| Mejor actor revelación        | Álex García                               | Nominado  |
| Mejor guion adaptado          | Paula Ortiz Javier García Arredondo       | Nominado  |
| Mejor dirección artística     | Jesús Bosqued Maté Pilar Quintana         | Nominado  |
| Mejor fotografía              | Migue Amoedo                              | Ganadora  |
| Mejor sonido                  | Clemens Grulich César Molina Nacho Arenas | Nominado  |
| Mejor música original         | Shigeru Umebayashi                        | Nominado  |
| Mejor maquillaje y peluquería | Esther Guillem Pilar Guillem              | Nominado  |

III edición de los Premios Feroz
| Categoría                 | Nominados                           | Resultado |
| ------------------------- | ----------------------------------- | --------- |
| Mejor película dramática  | Mejor película dramática            | Ganadora  |
| Mejor dirección           | Paula Ortiz                         | Ganadora  |
| Mejor actriz protagonista | Inma Cuesta                         | Ganadora  |
| Mejor actriz de reparto   | Luisa Gavasa                        | Ganadora  |
| Mejor actor de reparto    | Carlos Álvarez-Novoa                | Nominado  |
| Mejor guion               | Paula Ortiz Javier García Arredondo | Nominado  |
| Mejor música original     | Shigeru Umebayashi                  | Ganador   |
| Mejor cartel              | Mejor cartel                        | Nominada  |
| Mejor tráiler             | Mejor tráiler                       | Ganadora  |

71.ª edición de las medallas del Círculo de Escritores Cinematográficos
| Categoría               | Nominados                           | Resultado |
| ----------------------- | ----------------------------------- | --------- |
| Mejor película          | Mejor película                      | Nominada  |
| Mejor dirección         | Paula Ortiz                         | Nominada  |
| Mejor actriz            | Inma Cuesta                         | Nominada  |
| Mejor actriz secundaria | Luisa Gavasa                        | Ganadora  |
| Mejor guion adaptado    | Paula Ortiz Javier García Arredondo | Ganadores |
| Mejor fotografía        | Miguel Ángel Amoedo                 | Ganador   |
| Mejor montaje           | Javier García                       | Nominado  |
| Mejor música            | Shigeru Umebayashi                  | Ganador   |

Quinta edición de los Premios Simón
| Categoría                      | Nominados                    | Resultado |
| ------------------------------ | ---------------------------- | --------- |
| Mejor largometraje             | Mejor largometraje           | Ganador   |
| Mejor dirección                | Paula Ortiz                  | Ganadora  |
| Mejor interpretación           | Luisa Gavasa                 | Ganadora  |
| Mejor dirección artística      | Jesús Bosqued Pilar Quintana | Ganadores |
| Categoría especial (vestuario) | Arantxa Ezquerro             | Ganadora  |

III edición de los Premios Platino
| Año  | Categoría                     | Nominado                           | Resultado |
| ---- | ----------------------------- | ---------------------------------- | --------- |
| 2016 | Mejor Interpretación Femenina | Inma Cuesta                        | Nominado  |
| 2016 | Mejor Dirección de Arte       | Jesús Bosqued Maté, Pilar Quintana | Nominado  |
| 2016 | Mejor Dirección de Fotografía | Miguel Ángel Amoedo                | Nominado  |

8.ª edición de los Premios Gaudí
| Categoría                            | Nominados                            | Resultado |
| ------------------------------------ | ------------------------------------ | --------- |
| Mejor película en lengua no catalana | Mejor película en lengua no catalana | Nominada  |
| Mejor protagonista femenina          | Inma Cuesta                          | Nominada  |
| Mejor vestuario                      | Arantxa Ezquerro Miriam Doz          | Nominadas |
| Mejor maquillaje y peluquería        | Esther Guillem Pilar Guillem         | Nominadas |

## Reparto
| Intérprete           | Personaje             |
| -------------------- | --------------------- |
| Inma Cuesta          | Novia                 |
| Álex García          | Leonardo              |
| Asier Etxeandía      | Novio                 |
| Luisa Gavasa         | Madre                 |
| Carlos Álvarez-Novoa | Padre                 |
| Leticia Dolera       | Mujer de Leonardo     |
| Consuelo Trujillo    | Criada                |
| Ana Fernández        | Vecina                |
| María Alfonsa Rosso  | Mendiga               |
| Manuela Vellés       | Muchacha 1            |
| Verónika Moral       | Muchacha 2            |
| Laura Contreras      | Muchacha 3            |
| Mariana Cordero      | Suegra                |
| Mariano Anós         | Primo del Mar 1       |
| David Moreau         | Primo del Mar 2       |
| Jorge Usón           | Maestro de Ceremonias |
| Pedro Rebollo        | Cura                  |
| Carmela Labordeta    | Novia Joven           |
| Álvaro Baumann       | Leonardo Joven        |
| Anchel Pablo         | Novio Joven           |
| Laura Gómez-Lacueva  | Chica                 |
| Alberto Castrillo    | Los Félix             |
| Óscar de Luna        | Los Félix             |
| José Luis Lahoz      | Los Félix             |
| César Grasa          | Los Félix             |
| Manuel Contreras     | Los Félix             |
| Maite Sequeira       | Los Félix             |
| Amelia Bella         | Los Félix             |
| Cati Pueyo           | Fotógrafa             |
| Gabriel Pemán        | Bebé                  |
| Bruno Mota           | Bebé                  |
| Martín Contreras     | Bebé                  |
| Carolina Mega        | Niña                  |
| Carla Taboada        | Niña                  |
| Hugo Grimalt         | Niño                  |
| Ignacio Alfaye       | Músico                |
| Antonio Ballestín    | Músico                |
| David Kopa           | Músico                |